# Wishnutama
Wishnutama Kusubandio, znany jako Wishnutama (ur. 4 maja 1970 w Jayapurze) – indonezyjski dziennikarz; w okresie od 23 października 2019 r. do 23 grudnia 2020 r. Minister Turystyki i Gospodarki Kreatywnej.
Jest założycielem NET Mediatama Televisi oraz pełnił funkcję prezesa stacji telewizyjnych Trans TV i Trans7.